# Johann Gymnich IV.
Johann Gymnich IV. (* um 1570 in Köln; † 1634 ebenda) war ein deutscher Drucker und Verleger in Frankfurt am Main und Köln.
Johann Gymnich IV. war der erstgeborene Sohne von Johann Gymnich III. (1547–1606). Zunächst ließ er sich um 1597 als Drucker in Frankfurt am Main nieder. Nach dem Tod seines Vaters heiratete seine Mutter erneut. Nachdem die Vermögensverhältnisse seines Vaters geregelt waren, zog Johann zurück nach Köln. Im Haus „Zum Bären an der hohen Schmiede“ gründete er ein Verlagsunternehmen. Das Verlagshaus wurde 1614 in „Zum Einhorn“ umbenannt. Um diese Zeit wurde er Mitglied der Goldschmiedezunft und 1613 in den Rat der Stadt Köln gewählt. Zugleich wurde er Mitglied der Achatiusbruderschaft. Im Jahr 1634 wurde er kurz vor seinem Tod erneut Ratsherr in Köln.
Er besaß eine Filiale in Münster, arbeitete aber die meiste Zeit in Köln. Zusammen mit seinem Schwager Johann Kinckius und seinem Stiefvater Anton Hierat leitete er die Geschäfte des Verlags. Der Verlag beschäftigte eine Reihe namhafter Kupferstecher, darunter auch Abraham Hogenberg. Weit über 100 Druckerzeugnisse werden ihm zugeschrieben.